# 鄧學良
鄧學良（1954年2月6日—），安徽泗縣人，生於臺灣高雄，日本神戶大學法學博士:801，現任國立中山大學中國與亞太區域研究所兼任副教授（副教授退休）、財團法人中華勞資事務基金會創辦人及董事長。法律主要以勞動法學實務與學術為主，曾成立政黨濟弱扶傾聯盟（已解散）有勞動法學、憲法學、行政法學的著作。

## 經歷
鄧學良自台灣省立鳳山高級中學畢業後，就讀中央警官學校（現稱中央警察大學）法律系，期間受趙守博(教授其刑法課程)先生影響頗深，並於從事警職過程，獲得中國國民黨中山學術獎學金，赴日於岡山大學取得法學碩士，並於神戶大學阿部泰隆教授門下取得神戶大學法學博士。學成歸國後，鄧氏於國立中山大學大陸研究所（該所於2008年8月與同校中山學術研究所合併，改稱中國與亞太區域研究所）獲得遴聘教職，主要講授兩岸勞動法比較研究、兩岸行政法比較研究；學術專長為行政法、憲法、勞動法、其他社會法學，學說自成一格。其國立中山大學門下學生有前民進黨發言人劉康彥議員、前國民黨立委鍾紹和等人。
期間受到趙守博鼓勵，與南部勞工運動人士成立財團法人中華勞資事務基金會，從事勞動權與弱勢保障，如於2015年與工運領袖張緒中等人，向立委與時任國民黨主席朱立倫諫言，主導證券交易法修法設立「勞工董事」。

## 外部連結
- 〈鄧學良老師〉，中山大學，中國與亞太區域研究所。
- 〈董事長 鄧學良博士〉 （页面存档备份，存于），財團法人中華勞資事務基金會。